# 楞塘村站
楞塘村站是南宁轨道交通4号线的地铁车站，位于中华人民共和国广西壮族自治区南宁市邕宁区五象大道与阳峰路交叉口，为4号线东端终点站，于2020年11月23日开通。自2022年12月17日起，车站增加副站名标识为楞塘村站·万达茂景区。

## 车站结构
楞塘村站位于五象大道与阳峰路交叉口，沿五象大道路南设置，呈东西走向，为地下两层岛式站台车站，车站长361.2米，标准段宽19.7米，车站地下一层为站厅层，地下二层为站台层，站台设置全高站台门。车站东侧设有两条出入段线，连通五象车辆段。
| 地面              | 出入口 | A、B、C、D、E、F出入口                                                                      |
| 地下一层          | 站厅   | 客服中心、自动售票机、验票机                                                                |
| 地下二层          | 站台   | \| \| \| █ 4号线往洪运路（良庆圩） \| \| 島式 · 開左邊车门 \| \| \| \| \| \| █ 4号线落客 \| |
|                   |        | █ 4号线往洪运路（良庆圩）                                                                   |
| 島式 · 開左邊车门 |        |                                                                                             |
|                   |        | █ 4号线落客                                                                                 |

## 出入口
楞塘村站共有6个出入口，各出口及周围设施如下所示：
| 编号                | 出入口信息                                                             | 照片 | 无障碍设施 |
| ------------------- | ---------------------------------------------------------------------- | ---- | ---------- |
| A · 出口            | 五象大道，阳峰路                                                       |      | 不適用     |
| B · 出口 · （设有） | 五象大道，广西新媒体中心，书林路，弘良路                               |      |            |
| C · 出口            | 阳峰路，楞塘村，五象大道                                               |      | 不適用     |
| D · 出口 · （设有） | 阳峰路，楞塘村，五象大道                                               |      |            |
| E · 出口            | 五象大道                                                               |      | 不適用     |
| F · 出口            | 五象大道，阳峰路，天誉城，五象第二实验小学，滨堤路，楼岭路，万达茂景区 |      | 不適用     |
| 图例： 设有         |                                                                        |      |            |

## 接驳交通

### 公交车
- 地铁楞塘村站：26路，36路，49路，59路，105路，107路，708路，B123路，W20路，旅游2路
- 阳峰五象路口：26路，36路，49路，59路，B123路

## 车站历史
本站工程名为楞塘站，正式站名为楞塘村站，以车站所处的楞塘村命名。
- 2018年11月17日，车站主体结构封顶[3]。
- 2020年11月23日，车站随4号线首通段通车开通[1]。